# Selección masculina de voleibol de Eslovenia
La Selección de voleibol de Eslovenia  es el equipo masculino de voleibol representativo de Eslovenia en las competiciones internacionales organizadas por la Confederación Europea de Voleibol (CEV), la Federación Internacional de Voleibol (FIVB) o el Comité Olímpico Internacional (COI). La organización de la selección está a cargo de la Odbojkarska Zveza Slovenije.

## Historia
La selección eslovena nace en 1991 tras la disolución de Yugoslavia y conseguentemente de su selección. Nunca se ha clasificado para los Juegos Olímpicos, el  Campeonato Mundial o la  Liga Mundial y ha conseguido disputar su primera competición internacional en 2001, calificándose para el campeonato europeo de 2001 organizado en la República Checa, acabando en última posición el Grupo A sin lograr ganar un partido.
Diez años más tarde, en la edición disputada en Austria y República Checa consigue su mejor resultado en la manifestación: tras acabar el Grupo A por detrás de Serbia (eventual campeona), cae en el primer partido de la fase a eliminación derrotada por 0-3 por Finlandia.
Disputa la  Liga Europea en la cual en 2011 ha conseguido ganar el bronce tras ser derrotado por España en la semifnal (2-3) y vencer a Rumania en la final 3º-4º puesto por 3-0.
En 2015 bajo el mando del italiano Andrea Giani, la selección eslovena consigue su primer título en la Liga Europea y en toda su historia al derrotar por 3-0 la selección de Macedonia en la final disputada en la ciudad de Wałbrzych en Polonia.
En octubre del mismo año la selección es el equipo revelación del Campeonato europeo; tras acabar tercera en la liguilla pasa a la siguiente ronda donde derrota por 3-0 los Países Bajos y se califica por primera vez en su historia a los cuartos de final. Liderados por su capitán Tine Urnaut, el joven lateral Klemen Čebulj y el opuesto veterano Mitja Gasparini los eslovenos derrotan a la campeona mundial Polonia en cuartos (3-2) y la subcampeona europea Italia en semifinal (3-1), calificando por la final. Pese a la derrota por 3-0 ante Francia, Eslovenia consigue una histórica medalla de plata y su capitán Urnaut es incluido en el equipo ideal de la competición.

## Historial
| Juegos Olímpicos      |
| --------------------- |
| - Sin participaciones |

| Campeonato Mundial    |
| --------------------- |
| - Sin participaciones |

| \| - 1990: No existía[10] - 1991: No existía[10] - 1992: No clasificada - 1993: No clasificada - 1994: No clasificada - 1995: No clasificada - 1996: No clasificada \| - 1997: No clasificada - 1998: No clasificada - 1999: No clasificada - 2000: No clasificada - 2001: No clasificada - 2002: No clasificada - 2003: No clasificada \| - 2004: No clasificada - 2005: No clasificada - 2006: No clasificada - 2007: No clasificada - 2008: No clasificada - 2009: No clasificada - 2010: No clasificada \| - 2011: No clasificada - 2012: No clasificada - 2013: No clasificada - 2014: No clasificada - 2015: No clasificada - 2016: 25° \| | | | |
| - 1990: No existía - 1991: No existía - 1992: No clasificada - 1993: No clasificada - 1994: No clasificada - 1995: No clasificada - 1996: No clasificada | - 1997: No clasificada - 1998: No clasificada - 1999: No clasificada - 2000: No clasificada - 2001: No clasificada - 2002: No clasificada - 2003: No clasificada | - 2004: No clasificada - 2005: No clasificada - 2006: No clasificada - 2007: No clasificada - 2008: No clasificada - 2009: No clasificada - 2010: No clasificada | - 2011: No clasificada - 2012: No clasificada - 2013: No clasificada - 2014: No clasificada - 2015: No clasificada - 2016: 25° |

| \| - 1948: No existía[10] - 1950: No existía[10] - 1951: No existía[10] - 1955: No existía[10] - 1958: No existía[10] - 1963: No existía[10] - 1967: No existía[10] - 1971: No existía[10] \| - 1975: No existía[10] - 1977: No existía[10] - 1979: No existía[10] - 1981: No existía[10] - 1983: No existía[10] - 1985: No existía[10] - 1987: No existía[10] - 1989: No existía[10] \| - 1991: No existía[10] - 1993: No clasificada - 1995: No clasificada - 1997: No clasificada - 1999: No clasificada - 2001: 12º - 2003: No clasificada - / 2005: No clasificada \| - 2007: 16º - 2009: 14º - / 2011: 9º - / 2013: 13º - / 2015: 2º \| | | |                                                                 |
| - 1948: No existía - 1950: No existía - 1951: No existía - 1955: No existía - 1958: No existía - 1963: No existía - 1967: No existía - 1971: No existía | - 1975: No existía - 1977: No existía - 1979: No existía - 1981: No existía - 1983: No existía - 1985: No existía - 1987: No existía - 1989: No existía | - 1991: No existía - 1993: No clasificada - 1995: No clasificada - 1997: No clasificada - 1999: No clasificada - 2001: 12º - 2003: No clasificada - / 2005: No clasificada | - 2007: 16º - 2009: 14º - / 2011: 9º - / 2013: 13º - / 2015: 2º |

| Copa Mundial          |
| --------------------- |
| - Sin participaciones |

### Otras competiciones
| Liga Europea |
| --- |
| - 2004: No clasificada - 2005: No clasificada - 2006: No clasificada - 2007: 4º - 2008: No clasificada - 2009: No clasificada - 2010: No clasificada - 2011: 3º - 2012: No clasificada - 2013: No clasificada - 2014: 4º - 2015: Campeón |

## Medallero
Actualizado después del Campeonato Europeo de 2015
| Competición        | Oro | Plata | Bronce | Total |
| ------------------ | --- | ----- | ------ | ----- |
| Juegos Olímpicos   | 0   | 0     | 0      | 0     |
| Campeonato Mundial | 0   | 0     | 0      | 0     |
| Campeonato Europeo | 0   | 1     | 0      | 1     |
| Liga Mundial       | 0   | 0     | 0      | 0     |
| Copa Mundial       | 0   | 0     | 0      | 0     |
| Total              | 0   | 1     | 0      | 1     |